# Reiserad

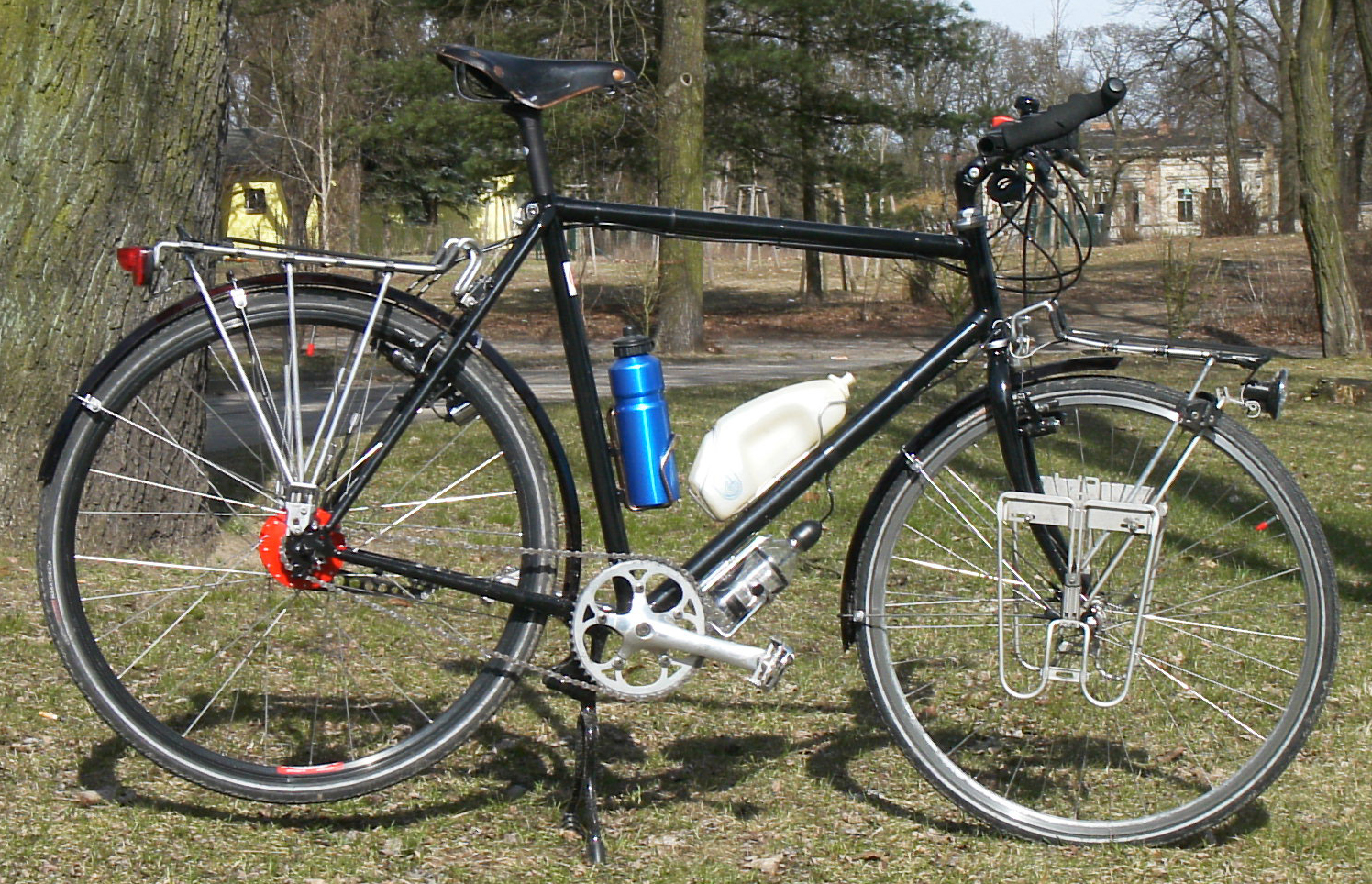
28 Zoll Reiserad mit Nabenschaltung, geradem Mountainbike-Lenker und Lenkerhörnchen

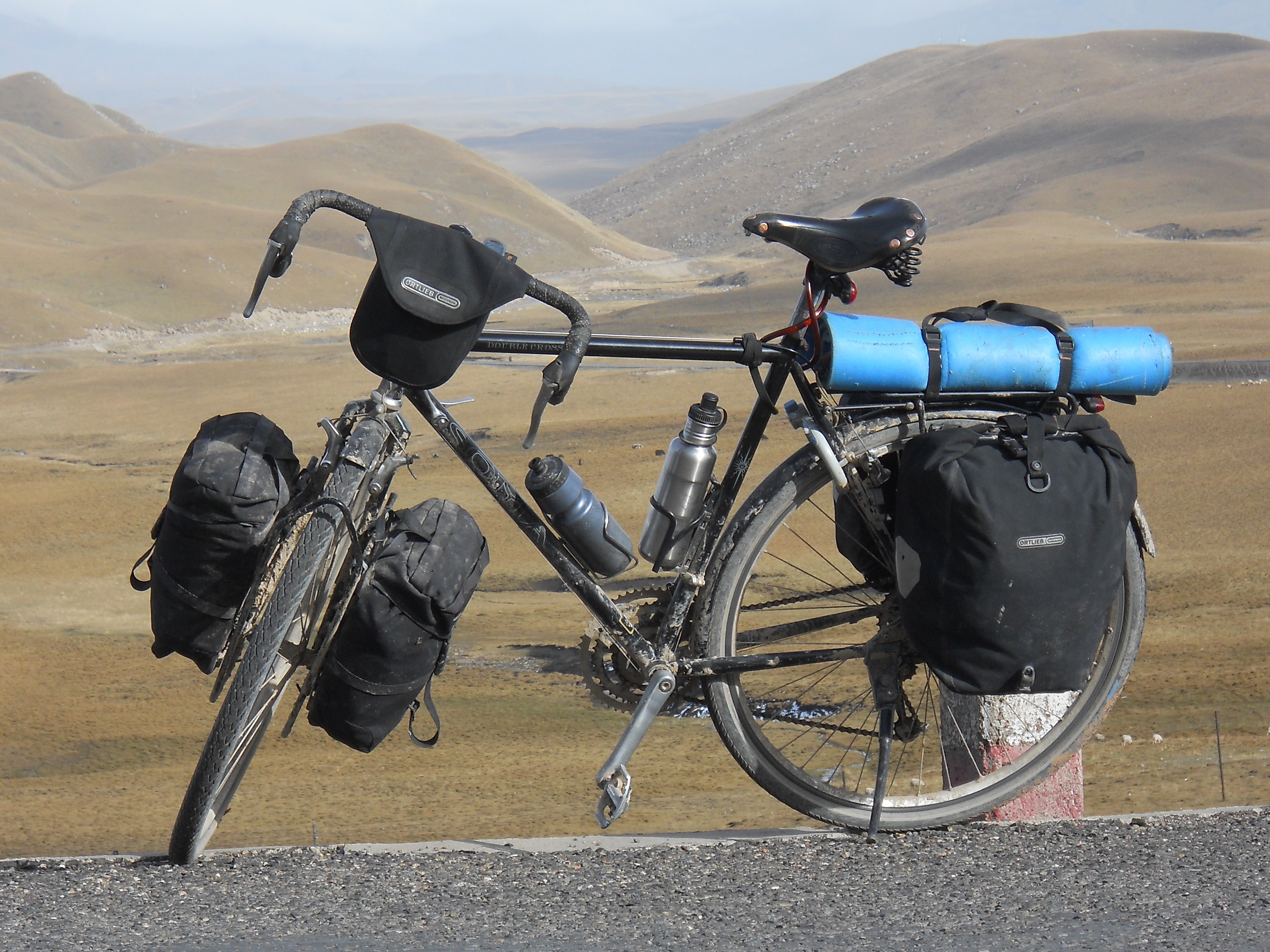
Beladenes Tourenrad mit Rennradlenker und 700c-Laufrädern

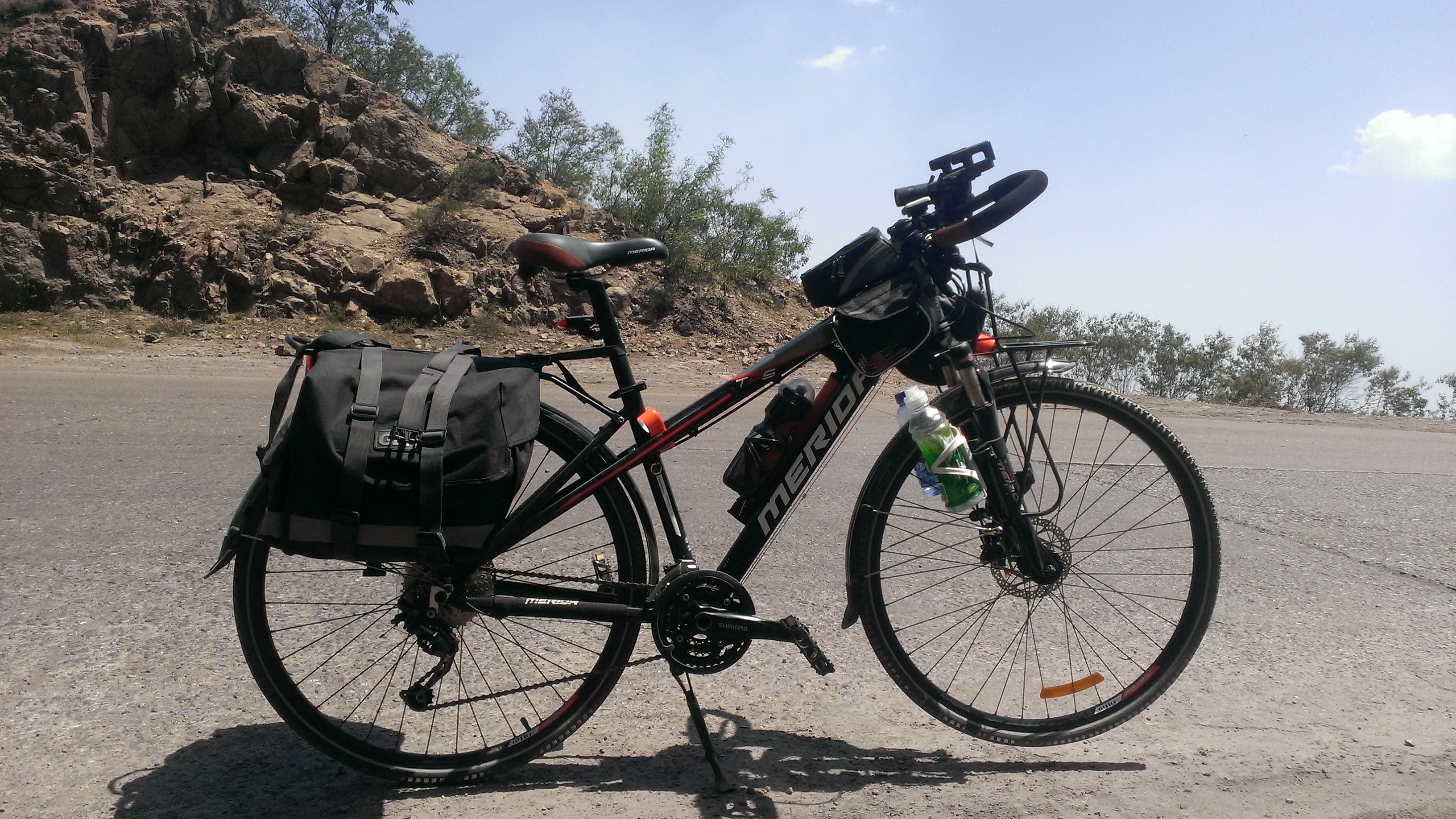
Reiserad mit Federgabel und Damenrad-Rahmengeometrie mit Multipositionsbügellenker

Das Reiserad (französisch Randonneur, englisch touring bicycle) ist ein speziell für die Bedürfnisse von Radreisenden konzipiertes Fahrrad, das auch mit 50 bis 75  kg Gepäck noch sicher gefahren und gebremst werden kann. Die zulässige Gesamtmasse beträgt 150  kg oder mehr. Bei traditionellen Reiserädern beträgt die Eigenmasse 16 bis 19 kg, modernere Modelle sind jedoch auch leichter. Mit dem Trend zum Bikepacking ab 2015 werden für kürzere Reisen auch modifizierte Gravelbikes und Cyclocrossräder eingesetzt.

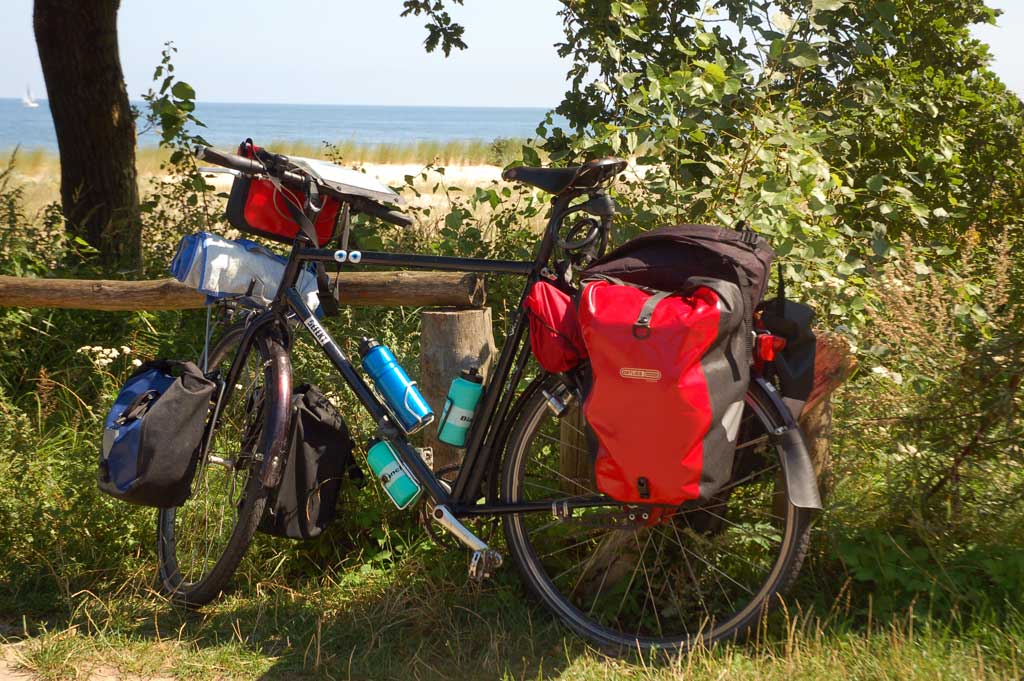
Beladenes Reiserad

Speziell gefertigte Reiseräder werden der erhöhten Belastung entsprechend konstruiert, indem stabiles Material und beispielsweise Rahmenrohre mit größeren Wandstärken verwendet werden. Ihre Geometrie ist so angelegt, dass sie tendenziell einen längeren Radstand und größeren Nachlauf haben als andere Serienfahrräder. Damit ist ein ruhigerer Geradeauslauf auf langen Strecken möglich.
Auch viele Liegefahrräder eignen sich als Reiserad. Spezielle Anforderungen sind zu beachten. Siehe: Kurzlieger und  Langlieger.

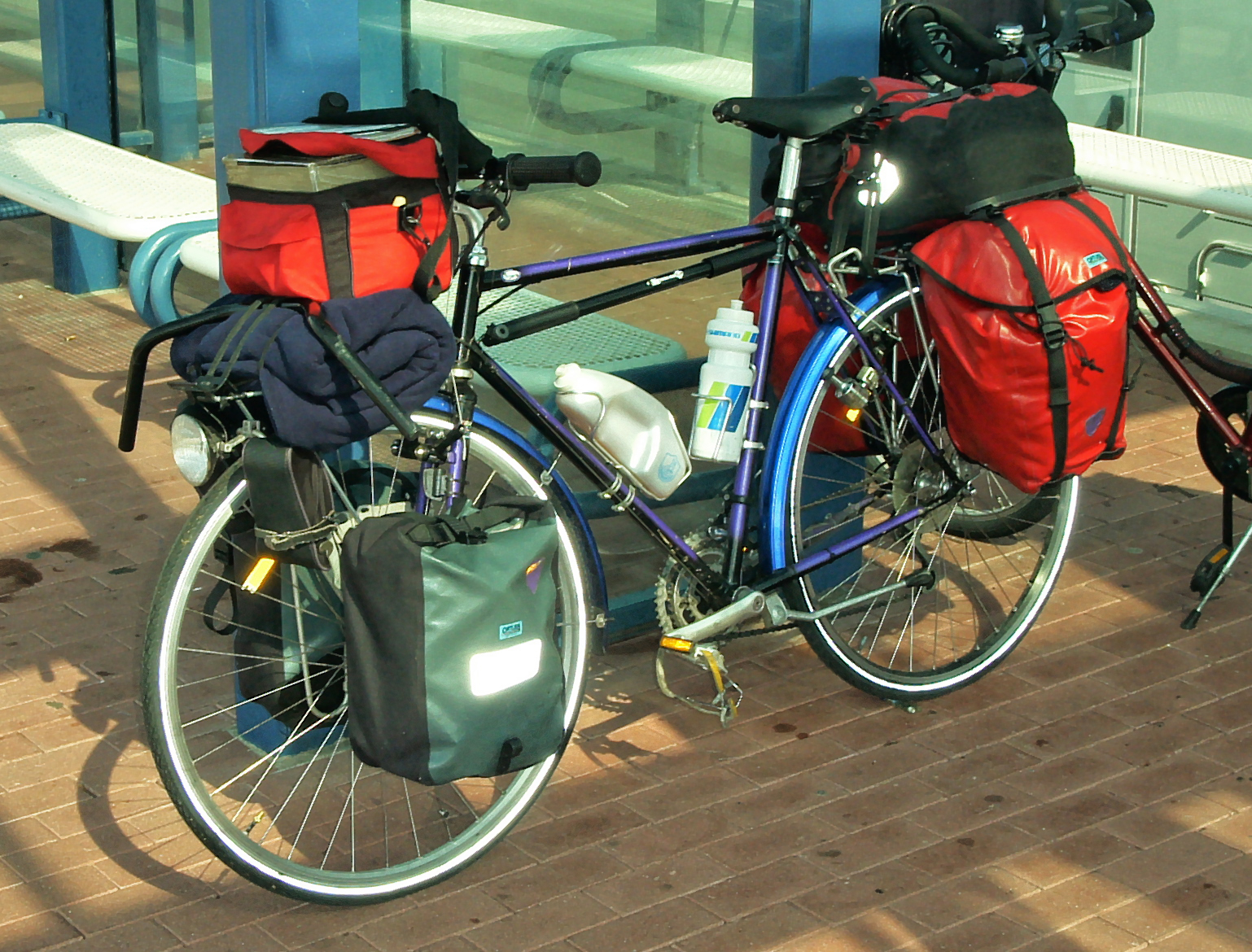
Reiserad als Spezialanfertigung (Baujahr 1991), voll beladen

## Anforderungen
Ein Rad für längere Radreisen erfüllt meist eine Reihe konstruktiver Anforderungen. Der Rahmen ist in der Regel für das Anbringen mehrerer Gepäckträger geeignet  und soll auch dann einen stabilen Geradeauslauf erlauben, wenn das Rad schwer beladen ist. Stabilität ist im Zweifel wichtiger als Masse. Anbauteile sollten dementsprechend robust und pflegeleicht sein. Andererseits sollte insbesondere auf Bergstrecken keine überflüssige Masse transportiert werden. Ein tief angebrachter Lenker kann zu Verspannungen im Nacken und im Rücken führen. Eine allzu aufrechte Sitzhaltung belastet demgegenüber das Gesäß und vergrößert ebenso wie eine sperrige Beladung den Luftwiderstand.
Rahmen und Anbauteile:

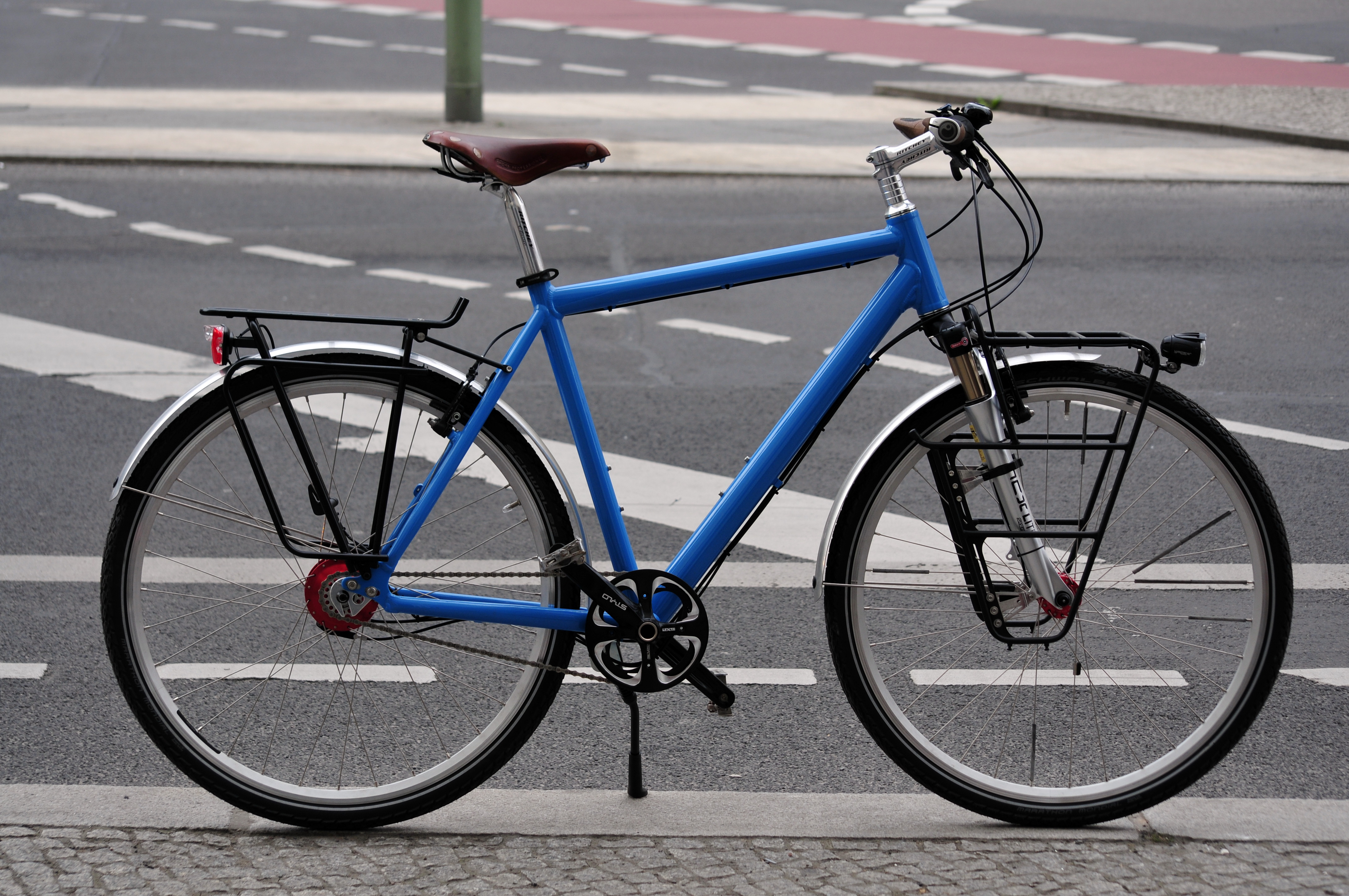
Reiserad aus Aluminium mit blockierbarer Federgabel

- Steifer und ausreichend langer Rahmen, um die benötigten Packtaschen aufnehmen zu können,
  - Reiseräder, die vorwiegend auf der Straße eingesetzt werden, haben eine eher tiefe Tretlagerposition. Dadurch lässt sich das schwere Fahrrad im Stand sicherer abstützen. Andererseits setzen die Pedalen beim Überfahren von Hindernissen leichter auf.
- Steife Laufräder mit besonders belastbaren Speichen und Felgen (idealerweise 40 oder 48 statt 36 Speichen, die hinten möglichst vierfach gekreuzt werden),[3] wasserdichten Lagern und widerstandsfähiger Bereifung. Kevlar-Einlagen können den Durchstich von Fremdkörpern vermindern (sind allerdings anfällig für spontanes Einreißen).
- Ergonomische und auf den Fahrstil des Reisenden abgestimmte Sitzposition, um Fehlbelastungen zu vermeiden:
  - Ein steiles Sattelrohr (die Rahmenstrebe zwischen Tretlager und Sattel) verbessert die Kraftentfaltung beim Treten.
  - Beim Aufsetzen der Ferse auf die unterste Pedalstellung soll das Bein gestreckt sein.
  - Ein hochwertiger Sattel vermeidet Druckstellen am Gesäß. Er soll vorn schlank genug sein, um nicht an den Oberschenkeln zu reiben. Traditionell werden Sättel aus Kernleder eingesetzt, die jedoch zuvor eingefahren werden müssen. Eine gefederte Sattelstütze schont auf unebenen Untergründen das Gesäß.
  - Sattelneigung: Bei eher langsamer Fahrt (bis 16 km/h) und aufrechter Haltung sollte der Sattel waagerecht eingestellt werden. Höhere Dauergeschwindigkeiten lassen sich wegen des Windwiderstandes durch eine tiefe Lenkerposition oder Verwendung von Renn- oder Triathlon-Lenker und entsprechend geneigtem Oberkörper erreichen. Um dabei Wirbelsäule und Genitalien zu entlasten, kann die Sattelnase leicht nach unten geneigt werden.[4]
  - Der Lenker soll mehrere Griffpositionen ermöglichen, durch welche sich nicht nur die Abstützung der Hände und Haltung der Arme, sondern auch die Neigung des Rückens variieren lässt.
  - Rennhaken und Klickpedale ermöglichen einen runden Tritt. Rennhaken erlauben die Verwendung von gewöhnlichen Schuhen, solange deren Sohle ausreichend steif ist.  Kombipedale können sowohl mit Fahrradschuhen, als auch mit gewöhnlichen Schuhen (ohne Verwendung des Klickmechanismus') benutzt werden.
- Die Schaltung sollte bei Fahrten im Hügelland auch kurze Übersetzungen ermöglichen. Geeignet sind neben herkömmlichen Kettenschaltungen auch Nabenschaltungen, die weniger Wartung erfordern, aber einen etwas geringeren Wirkungsgrad haben. Bei der Kette geht Haltbarkeit vor Schaltfreudigkeit (auf Langstrecken wird weniger häufig geschaltet als im Alltag).
- Leistungsfähige Bremsen: Bei Ausfall einer Bremse muss das Rad auch bei Regen und Gefällestrecken alleine mit der verbleibenden Bremse zum Halten gebracht werden können. In der Regel wurden, bevor Alternativen zur Verfügung standen, Cantilever-Bremsen, bevorzugt aber V-Bremsen (V-Brakes) sowie hydraulische Felgenbremsen eingesetzt. Inzwischen sind an neueren Reiserädern Scheibenbremsen üblich (je nach Reiseland können Ersatzteilversorgung und Reparaturmöglichkeiten unterwegs jedoch eingeschränkt sein). Aufgrund der stärkeren Belastung müssen Rahmen und Gabel vom Hersteller zur Verwendung mit hydraulischen bzw. Scheibenbremsen freigegeben sein.[5] Gewöhnliche Rücktritt- und Trommelbremsen können bei längeren Abfahrten überhitzen und sollten auf Gefällestrecken nur als zusätzliche, dritte Bremse eingesetzt werden, sofern der Hersteller die Verwendung als Hauptbremse am Reiserad (bzw. am Fahrrad oder am Lastenrad) nicht ausdrücklich freigibt.[6][7]

- Beladung

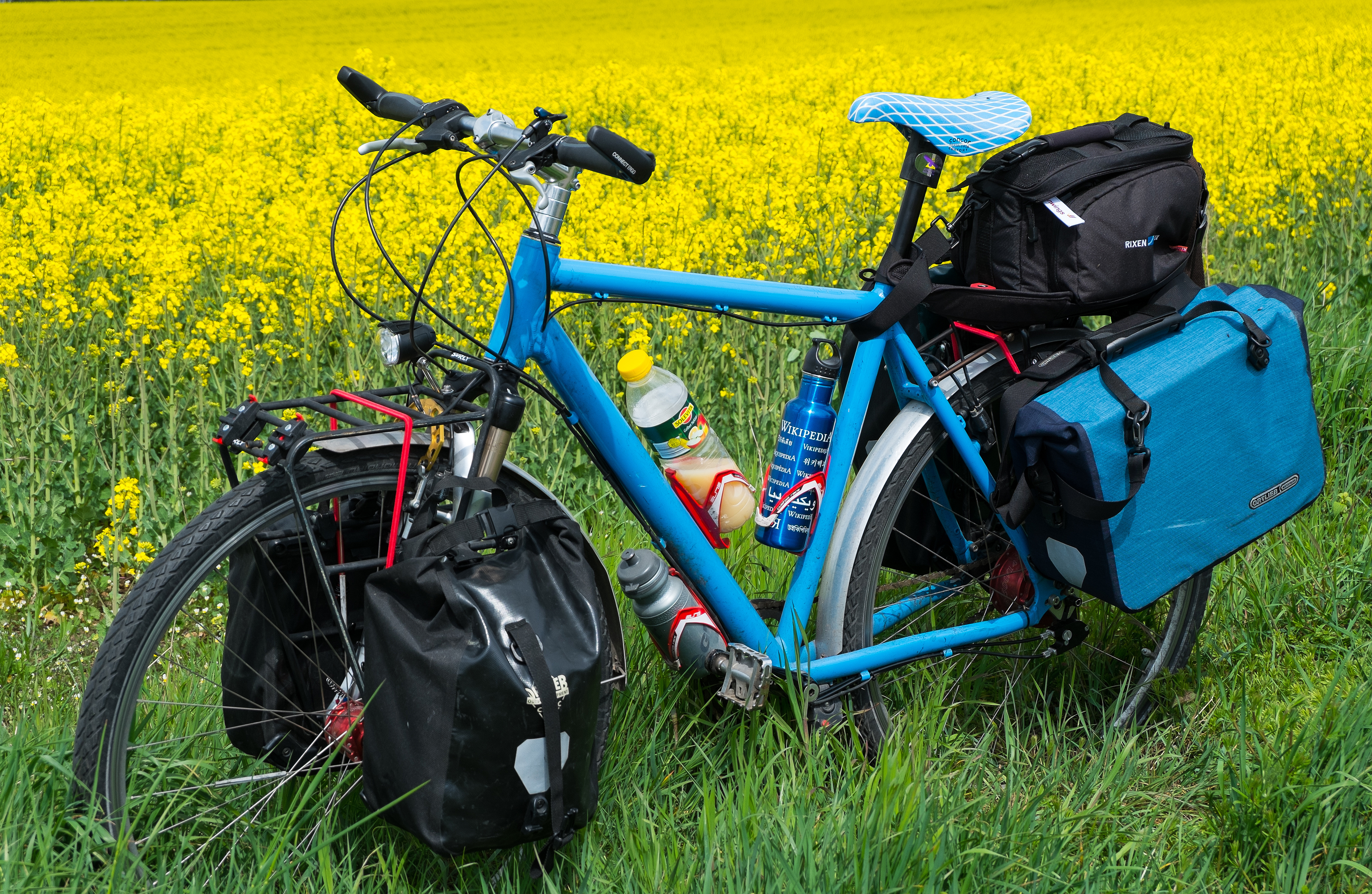
Verschiedene Packtaschen an einem Reiserad

  - Einfache Gepäckträger können durch die Dauerbelastung auf Radtouren brechen. Markenhersteller prägen die Angabe über die zulässige Belastbarkeit in der Regel auf den Träger.
  - Ein tiefer Schwerpunkt verbessert das Fahrverhalten (etwa bei Ausweichmanövern oder Geländefahrten) und erleichtert die Handhabung des Rades (insbesondere auch beim Schieben).
  - Die alleinige Beladung des Vorderrads kann beim Bremsen zum Verlust der Bodenhaftung des Hinterrads führen. Die alleinige Beladung des Hinterrades kann bei sehr steilen Passagen zum Aufsteigen des Vorderrads führen und die Handhabung beim Schieben erschweren.
  - Die vorderen Packtaschen sollten an einem Lowrider hängen, nicht zu voluminös sein und die schwersten Teile der Ausrüstung enthalten. Hierbei ist jedoch zu beachten, dass die meisten gängigen Lowrider in der Zuladung auf maximal ca. 15 kg begrenzt sind.
  - Eine größere Last auf mitschwenkenden Vorderradgepäckträgern behindert die Lenkung. Das Rad ist besser zu steuern, wenn der Vorderradgepäckträger am Rahmen befestigt wird, so dass die zusätzliche Masse beim Lenken nicht mitbewegt wird. Diese Art Träger sind jedoch meist weniger belastbar und das Gepäck sitzt deutlich höher als am Lowrider.
  - Bei Geländefahrten mit gefederten Reiserädern sollten Gepäckträger bevorzugt am Rahmen statt an Federgabel oder Hinterradschwinge befestigt werden. Dadurch verringert sich die Belastung, die bei Stößen auf Taschen und Träger wirkt, stark und der Sicherheits- und Geschwindigkeitsvorteil der Federung bleibt erhalten. Erhältlich sind auch Träger, die an der Gabelbrücke der Federgabel angebracht werden. Trägersysteme, die sich nicht im Bereich der Laufräder abstützen, sind technisch aufwändiger zu fertigen und weniger belastbar als vergleichbare konventionelle Träger. Eine Federung verringert zwar die Stoßbelastung, welche die Träger aufnehmen müssen, deutlich. Beim Einsatz im Gelände treten allerdings höhere seitliche Kräfte auf. Durch die erhöhte Befestigung der Radtaschen erfordert die Handhabung des Rads an schwierigen Passagen sowie beim Schieben mehr Kraft und Geschick.
  - Eine Lenkertasche ermöglicht den schnellen Zugriff auf kleinere Gegenstände während der Fahrt. Unter einer Klarsichthülle des Deckels lassen sich Landkarten oder Navigationsgeräte regensicher unterbringen. Hilfreich ist auch eine gesonderte Halterung für Mobiltelefon oder Navigationsgerät.
  - Im Rahmendreieck kann neben den Trinkflaschen noch eine kleinere Taschen angebracht werden. Eine stabile Tasche oder ein Polster im hinteren Rahmeneck erleichtert das Tragen des Rades, da dieses dann über die Schulter gehoben werden kann, ohne dass das Schlüsselbein direkt an das Rahmenrohr stößt.
  - Ein Austarieren der Last zwischen der rechten und der linken Seite wurde früher empfohlen, ist aber tatsächlich nicht erforderlich. Ein minimal erhöhter Reifenverschleiß durch den ausgleichenden Lenkeinschlag macht sich in der Praxis nicht bemerkbar.
- Im Rahmendreieck lassen sich oft bis zu drei Trinkflaschenhalter anbringen. Manche Halter nehmen auch größere Flaschen auf.
- Ein Nabendynamo arbeitet zuverlässiger als ein seitlich am Reifen angetriebener. Er läuft zwar dauernd mit, hat aber bei Belastung einen höheren Wirkungsgrad, als ein traditioneller Dynamo. Er eignet sich daher gut, um auch zum Laden von Akkus bzw. zur Stromversorgung von weiteren Geräten genutzt zu werden.
- Ein Rückspiegel erhöht die Sicherheit im städtischen Verkehr und beim Fahren in der Gruppe.
- Federgabeln und Federbeine sollten vom Hersteller für die höhere Belastung beim Reiserad vorgesehen sein. Ansonsten ist mit dem Durchschlagen der Federung und dem schnellen Ausfall zu rechnen. Die Fertigung spezieller Reiseradfederungen wurde wegen mangelnder Nachfrage aufgegeben. Besonders hochwertige bzw. robuste Federungselemente (etwa zum Einsatz in schwerem Gelände, im Downhill-Sport, sowie an Lastenrädern und Tandems) eignen sich auch zur Verwendung an Reiserädern.
- Ein zweibeiniger Fahrradständer ermöglicht das Abstellen des bepackten Rads. Mittig angebrachte Seitenständer eignen sich kaum; hinten angebrachte Seitenständer nur auf ebenem Untergrund und wenn sie die genau passende Länge haben.  Wenn an der Gabel Gepäck angebracht ist, kann eine zwischen Gabelkrone und Unterrohr gespannte Feder das Herumschlagen des Vorderrads verhindern, wodurch sich das Abstellen und die Standsicherheit deutlich erhöht.

Neben der Robustheit ist bei der Auswahl der Komponenten auch darauf zu achten, ob diese unterwegs entsprechend der örtlichen Gegebenheiten leicht zu reparieren oder auszutauschen sind. Einfache Stahlkonstruktionen können auch in armen Ländern in jeder kleinen Metallwerkstatt durch Schweißen repariert werden.
Aufgrund der überdurchschnittlichen Belastung halten viele Teile an Reiserädern nur einige zehntausend Kilometer. Eingesetzt werden daher oft hochwertige Gruppen von Rennrad- oder Mountainbikekomponenten. Reiseräder kosten daher üblicherweise deutlich vierstellige Beträge.
Viele kleine Hersteller passen Reiseräder individuell an Proportionen und Wünsche des Kunden an. Bei Maßfertigung des Rahmens können unter anderem Nachlauf und Radstand angepasst und Anlötsockel für spezielle Schaltungen, Bremsen, Gepäck- und Flaschenhalter vorgesehen werden.
Durch den Vergleich der Körpermaße mit der Rahmengeometrie lässt sich alternativ häufig auch ein passendes Serienreiserad auswählen. Bein- und Oberkörperlänge bestimmen maßgeblich die Geometrie des Rahmens.

## Maße am Rad
Zur Auswahl des passenden Rahmens werden beim Reiserad die bei Rennrädern üblichen Vermessungsmethoden in etwas abgewandelter Form angewandt:
- Der Sattel wird waagerecht und etwa so hoch wie der Lenkerbügel eingestellt.
- Die Sattelspitze befindet sich etwa 5 cm lotrecht hinter der Tretlagerachse.
- Die horizontale Ausladung des Lenkervorbaus wird häufig so gewählt, dass der Mittelfinger bis zum Lenkerbügel reicht, wenn der Ellenbogen die Sattelspitze berührt.
- Wenn man in angenehmer Haltung auf dem Sattel sitzt, sollte die Ferse des ausgestreckten Beins gerade das Pedal in seiner tiefsten Stellung erreichen. Ist die Sohle der Schuhe bei dieser Messung unter der Ferse dicker als vorn, so kann die Sattelhöhe um die Differenz zwischen den Sohlenstärken reduziert werden.

Diese Regeln gelten für normal gebaute Menschen, bei besonders langen oder kurzen Armen oder Beinen, kann dies nur eine grobe Orientierung darstellen.

## Ausrüstung
Typische Belastungsgrenzen der Gepäckträger sind:
- hinterer Gepäckträger bis zu 40 kg, meist jedoch etwa 25 kg
- Lenkertasche 2,5 kg
- Lowrider jeweils bis 12 kg
- zusätzlicher vorderer Gepäckträger bis zu 10 kg

Die Werte unterscheiden sich je nach Hersteller. Beim Überschreiten der angegebenen Werte verschlechtert sich jedoch die Lenkbarkeit und Handhabung des Fahrrades. Schwere Gegenstände (Werkzeuge, Ersatzteile) sind prinzipiell so tief wie möglich zu verstauen. Sperrige und leichte Gegenstände (Isomatte, Schlafsack) können mit Gummizügen an beliebiger Stelle angebracht werden. In regenreichen Gegenden werden häufig Fahrradpacktaschen aus wasserdichter PVC-Plane eingesetzt. Packtaschen mit Rollverschluss sind auch staubdicht.
Bei Mitführung eines robusten Fahrradanhängers kann dieser schwere Gepäckstücke aufnehmen. Dadurch verbessern sich häufig Handhabung, Fahrverhalten, Pannensicherheit und Langlebigkeit des Rades. Die Gesamtmasse von Fahrer, Fahrrad, Anhänger und Gepäck sollte 150 bis 170 kg nicht wesentlich überschreiten. Das zusätzliche Gewicht des Anhängers macht sich bei Fahrten im Flachland wenig bemerkbar. Im Berg- und Hügelland, bei Geländefahrten sowie beim Fahren in Gruppen haben einspurige Anhänger Vorteile. Sie sind leichter, schmaler und können nicht seitlich umkippen. Dadurch sind auch schnelle Kurvenfahrten im unebenen Gelände möglich; insbesondere, wenn ein gefederter Anhänger eingesetzt wird.

## Alternativen zum klassischen Reiserad

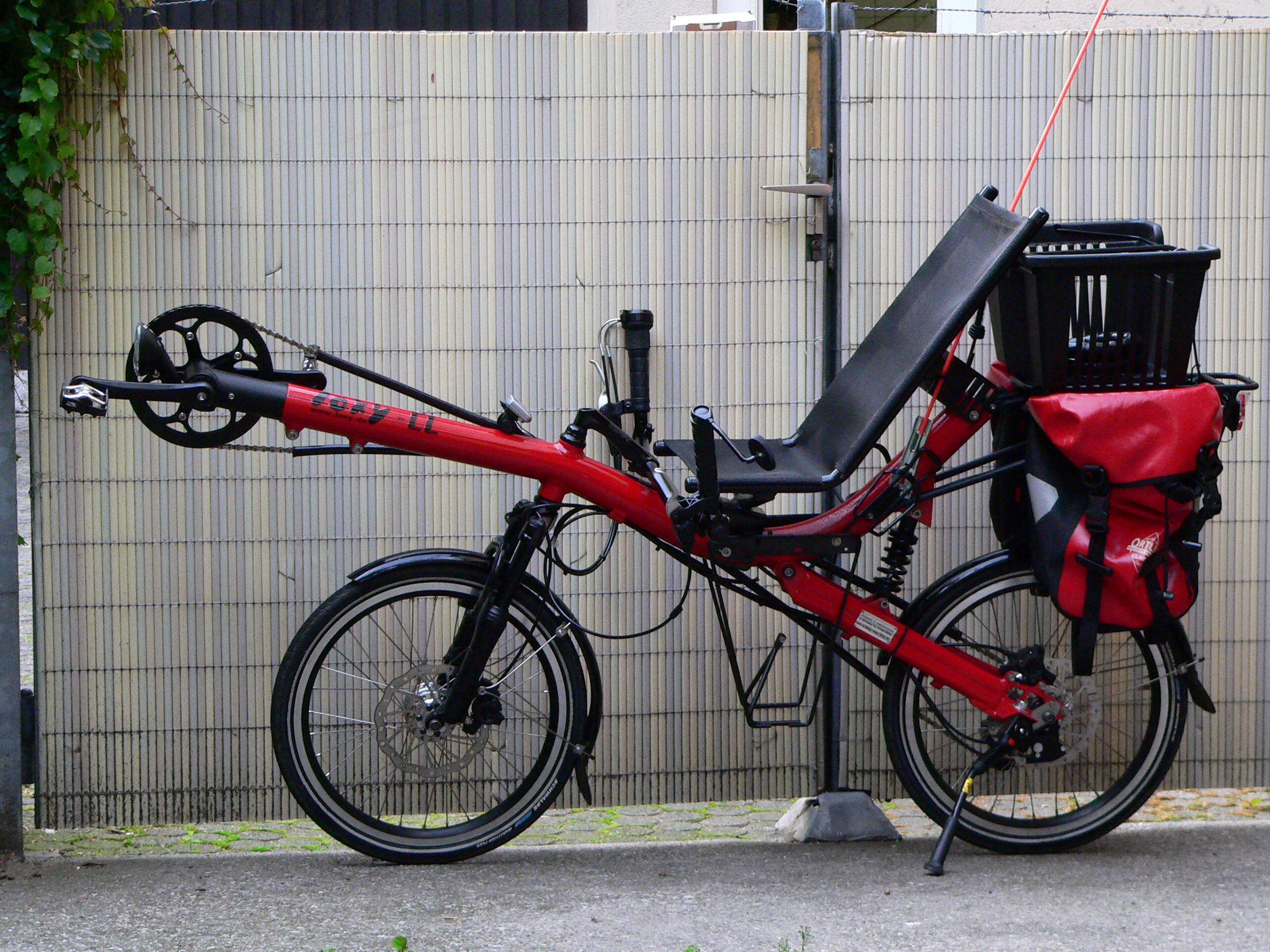
Vollgefedertes Reise-Liegerad, teilbeladen

Häufig werden gewöhnliche Rennräder, Tourenräder, Trekkingräder und Mountainbikes für Radtouren eingesetzt, unter anderem aus Kostengründen. Diese sind weniger belastbar, oft aber leichter. Langgestreckte Rennradrahmen mit Rennradlenker wurden ursprünglich als Randonneuse (franz., weibliche Form von Wanderer) bezeichnet. Heute ist die männliche Form des Begriffs, Randonneur, üblicher. Im Französischen steht Randonneur allgemein für das Reiserad.
Mountainbikes zum sportlichen Einsatz werden oft mit sehr kurzem Hinterbau angeboten. Es wird dann häufig ein besonders langer Hinterrad-Gepäckträger montiert, um Packtaschen ausreichend weit hinten montieren zu können, dass die Fersen beim Treten nicht an die Taschen stoßen. Auch wird häufig ein Teil des Gepäcks am Vorderrad befestigt, um einem Aufsteigen des Vorderrads bei steilen Anstiegen entgegenzuwirken.
An Federgabeln müssen spezielle Gepäckträger eingesetzt werden, da gewöhnliche Gepäckträger das Einfedern behindern. Wenn das Gepäck am ungefederten Teil der Federgabel bzw. an der Hinterradschwinge befestigt wird, macht dies den Vorteil der Federung teilweise zunichte. Eine gefederte Sattelstütze erhöht zwar nicht in gleichem Maße die Fahrsicherheit bei schnellen Geländefahrten, wie es bei einer vollwertigen Federung der Fall ist, aufwändige Ausführungen ermöglichen aber einen ähnlich hohen Komfortgewinn.

Auch Liegefahrräder werden als Reiseräder eingesetzt. Aufgrund ihres niedrigen Schwerpunkts sind sie auch im beladenen Zustand stabil. Je nach Modell kann die Befestigung von Gepäckträgern schwierig sein. Spezielle Reiseliegeräder eignen sich für hohe Belastungen. Bei Fahrten in entlegene Gebiete kann die Ersatzteilbeschaffung ungewöhnlicher Komponenten (kleine Laufräder, Speziallenker) ein Problem darstellen. Informationen zu Geometrie und Maßen finden sich im 